# Управление репутацией в Интернете
Управление репутацией в Интернете (англ. online reputation management, ORM — это практика разработки стратегий, которые формируют и влияют на общественное восприятие организации, отдельных лиц или других лиц в Интернете. Это помогает сформировать положительное общественное мнение о бизнесе, его продуктах и услугах.
Используя ORM, компания может попытаться смягчить последствия негативного вирусного видео, создать проактивные маркетинговые стратегии или расширить свою зону влияния в сети Интернет, чтобы улучшить восприятие компании в онлайн-пространстве.
Основной целью ORM является обнаружение и нейтрализация существующего в сети негативного контента, поиск или генерация положительных упоминаний и их оптимизация для повышения позиций в поисковой выдаче.

## Работа над репутацией в сети

### Области работы
- сайт компании;
- социальные сети;
- сайты отзовики;
- блоги и форумы;
- тематические сайты и порталы.

Одним из критериев качества услуги мониторинга репутации в интернет является полнота охвата — доля информации об объекте, исследуемая во время работы от общего объема информации в сети об объекте. Основным инструментом поиска информации являются поисковые системы (Яндекс, Google, Mail и др). Они индексируют значительную часть контента в интернете. Поисковые системы также охватывают некоторый контент в социальных медиа.

### Этапы работы
1. Подбор репутационных запросов;
2. Аудит поисковой выдачи (ручной и автоматизированный мониторинг);
3. Анализ информации (классификация ресурсов, типы ресурсов, определение % негатива, подробное описание ресурсов);
4. Формирование стратегии работы.
5. Анализ полученных результатов и корректировка стратегии.

### Классификация полученной информации
В ORM принято разделять полученные упоминания о компании, продукте или персоне на три вида: 

- положительные — упоминания, которые улучшают репутацию компании в сети;
- нейтральные — упоминания, которые не содержат положительной информации, но и не являются угрозой для репутации;
- негативные — упоминания, которые являются угрозой для репутации в сети.

### Определение типов сайтов в Яндекс и Google
- Агрегаторы - сайты различных объявлений — например, о поиске работы, купле-продаже товаров и услуг, недвижимости, автомобилей. К этому типу относятся сайты, на которых пользователи сами размещают объявления (например, Avito), а также сайты, автоматически собирающие объявления или предложения (Яндекс.Маркет, Booking.сom, AviaSales).
- Интернет-магазины - сайты, позволяющие заказать или купить товары.
- Организации и бизнес - сайты услуг и организаций, пользователи которых могут оформить заказ на услугу в офлайне. Например, в этот тип попадают туроператоры, автодилеры, банки, интернет-провайдеры и другие.
- Контентные - сайты с контентом. Формат контента может быть любым — статьи, картинки, wiki-проекты.
- Социальные сети - такие как ВКонтакте, Facebook, Instagram и т.п.
- Отзовики - сайты с отзывами работодателей и сотрудников.
- Новости - в этот тип входят как новостные сайты без определённой тематики, так и сайты, посвящённые чему-то одному — например, политике или финансам.
- Онлайн-игры - сайты, на которых можно играть онлайн в одну или несколько игр. Не относятся сайты издателей игр, например Wargaming.net — это «Представительства бизнесов и организаций».

### Методы работы
- ручной мониторинг всех поисковых систем с использованием основных ключей — отличается трудозатратностью и требует много времени;
- автоматический мониторинг, который выполняется с помощью специальных программ, ищущих заданную информацию на сайтах, в социальных сетях;
- формирование и оптимизация контента — создание уникального контента, содержащего популярные ключевые слова, чтобы поднять его в топ выдачи и вытеснить возможные негативные упоминания;
- требование блокировки ресурсов и приложений, нарушающих авторские права компании;
- активная реакция на критику на официальных и неофициальных страницах.

## Направления ORM
Стоит выделить основные направления в работе по управлению репутацией:
- SERM (search engine reputation management) — управление репутацией в поисковой выдаче — комплекс работ, задача которого вытеснить максимально возможное количество нежелательных сайтов из ТОП-30 (первые три страницы) поисковой выдачи.
- SMRM (social media reputation management) — перемещение положительных сайтов на высшие позиции, продвижение положительного контента, смещение негативной информации с первой страницы результатов поиска, создание положительных сайтов о компании, создание позитивного PR и уменьшение негативного PR.
- SEO (search engine optimization) — комплекс мер по оптимизации для поднятия позиций сайта в результатах выдачи поисковых систем по определенным запросам пользователей. Чем выше позиция сайта в результатах поиска, тем больше заинтересованных посетителей переходит на него с поисковых систем.
- Работа с лидерами мнений — взаимодействие с лояльными потребителями, которые общаются на форумах, новостных порталах, блогах и социальных сетях, рассказывают аудитории про свой опыт пользования продуктом или официально реагируют на претензии недовольных потребителей.
- Юридическое и правовое общение с площадками и авторами.
- Работа с негативом — комплекс мер для нейтрализации отрицательных упоминаний в сети для повышения доверия к бренду/персоне. Одна из задач Online Reputation Manager оперативно обнаружить и ответить от официального лица или твинка на негативные комментарии, посты в социальных сетях, снизить позиции страниц и сайтов, портящих репутацию бренда с помощью поисковой оптимизации (SEO).
- Работа с позитивом — комплекс мер по продвижению положительных упоминаний: комментариев и постов в социальных сетях, страниц и сайтов в поисковой выдачи с помощью поисковой оптимизации (SEO).
- Увеличение лояльности пользователей - работы по взаимодействию с пользователями, направленные на повышение удовлетворенности продуктом и готовности рассказывать об этом другим пользователям.